# Space for Two
Space for Two è un singolo del rapper olandese Mr Probz, pubblicato il 9 marzo 2018.

## Tracce
Download digitale
1. Space for Two – 3:26

Download digitale – remix
1. Space for Two (R3hab Remix) – 2:44